# E3 Saxo Bank Classic 2022
De 64e editie van de wielerwedstrijd E3 Saxo Bank Classic werd gehouden op 25 maart 2022. De renners reden een wedstrijd met start en finish in Harelbeke. De wedstrijd maakt deel uit van de UCI World Tour 2022. Kasper Asgreen was de titelverdediger; hij werd opgevolgd door Wout van Aert.

## Uitslag
| Plaats  | Naam                 | Ploeg                              | Tijd     |
| ------- | -------------------- | ---------------------------------- | -------- |
| Winnaar | Wout van Aert        | Team Jumbo-Visma                   | 4u38'04" |
| 2       | Christophe Laporte   | Team Jumbo-Visma                   | z.t.     |
| 3       | Stefan Küng          | Groupama-FDJ                       | + 1'35"  |
| 4       | Matej Mohorič        | Bahrain Victorious                 | + 1'36"  |
| 5       | Biniam Girmay        | Intermarché-Wanty-Gobert Matériaux | z.t.     |
| 6       | Jhonatan Narváez     | INEOS Grenadiers                   | z.t.     |
| 7       | Valentin Madouas     | Groupama-FDJ                       | z.t.     |
| 8       | Dylan van Baarle     | INEOS Grenadiers                   | z.t.     |
| 9       | Tiesj Benoot         | Team Jumbo-Visma                   | z.t.     |
| 10      | Kasper Asgreen       | Quick Step-Alpha Vinyl             | z.t.     |
| 11      | Rasmus Tiller        | Uno-X Pro Cycling Team             | + 3'30"  |
| 12      | Mike Teunissen       | Team Jumbo-Visma                   | z.t.     |
| 13      | Anthony Turgis       | TotalEnergies                      | z.t.     |
| 14      | Michael Gogl         | Alpecin-Fenix                      | + 3'31"  |
| 15      | Jasper Stuyven       | Trek-Segafredo                     | + 3'34"  |
| 16      | Iván García          | Movistar Team                      | + 5'34"  |
| 17      | Marco Haller         | BORA-hansgrohe                     | z.t.     |
| 18      | Nathan Van Hooydonck | Team Jumbo-Visma                   | + 5'43"  |
| 19      | Dries De Bondt       | Alpecin-Fenix                      | z.t.     |
| 20      | Michael Valgren      | EF Education-EasyPost              | + 5'44"  |

1958 · 1959 · 1960 · 1961 · 1962 · 1963 · 1964 · 1965 · 1966 · 1967 · 1968 · 1969 · 1970 · 1971 · 1972 · 1973 · 1974 · 1975 · 1976 · 1977 · 1978 · 1979 · 1980 · 1981 · 1982 · 1983 · 1984 · 1985 · 1986 · 1987 · 1988 · 1989 · 1990 · 1991 · 1992 · 1993 · 1994 · 1995 · 1996 · 1997 · 1998 · 1999 · 2000 · 2001 · 2002 · 2003 · 2004 · 2005 · 2006 · 2007 · 2008 · 2009 · 2010 · 2011 · 2012 · 2013 · 2014 · 2015 · 2016 · 2017 · 2018 · 2019 · 2020 · 2021 · 2022 · 2023 · 2024

Lijst van beklimmingen
Ronde van de Verenigde Arabische Emiraten ·
Omloop Het Nieuwsblad ·
Strade Bianche ·
Parijs-Nice · 
Tirreno-Adriatico · 
Milaan-San Remo ·
Ronde van Catalonië ·
Driedaagse Brugge-De Panne ·
E3 Saxo Bank Classic ·
Gent-Wevelgem ·
Dwars door Vlaanderen ·
Ronde van Vlaanderen ·
Ronde van het Baskenland ·
Amstel Gold Race ·
Parijs-Roubaix ·
Waalse Pijl ·
Luik-Bastenaken-Luik ·
Ronde van Romandië ·
Eschborn-Frankfurt ·
Ronde van Italië ·
Critérium du Dauphiné ·
Ronde van Zwitserland ·
Ronde van Frankrijk ·
Clásica San Sebastián ·
Ronde van Polen ·
BEMER Cyclassics ·
Bretagne Classic ·
Benelux Tour ·
Ronde van Spanje ·
GP van Quebec · 
GP van Montreal · 
Ronde van Lombardije ·
Ronde van Guangxi ·